# Stalachtis eugenia
Stalachtis eugenia är en fjärilsart som beskrevs 1777 av den nederländske entomologen Pieter Cramer. Arten ingår i släktet Stalachtis och familjen juvelvingar. Inga underarter finns listade i Catalogue of Life.